# روبرتو بیانکو
روبرتو بیانکو (انگلیسی: Roberto Biancu؛ زادهٔ ۱۹ ژانویهٔ ۲۰۰۰) بازیکن فوتبال است.
از باشگاه‌هایی که در آن بازی کرده‌است می‌توان به باشگاه فوتبال کالیاری اشاره کرد.
وی همچنین در تیم‌های ملی فوتبال زیر ۱۶ سال ایتالیا، زیر ۱۷ سال ایتالیا، و زیر ۱۸ سال ایتالیا بازی کرده‌است.